# Machilus tingzhourensis
Machilus tingzhourensis là loài thực vật có hoa trong họ Nguyệt quế. Loài này được M.M. Lin, T.F. Que & S.Q. Zheng mô tả khoa học đầu tiên năm 2005.